# Мартин (округ, Техас)
Округ Мартин (англ. Martin county) — округ штата Техас Соединённых Штатов Америки. На 2000 год в нём проживало 4746 человек. По оценке бюро переписи населения США в 2009 году население округа составляло 4581 человек. Окружным центром является город Стантон.

## История
Округ Мартин был сформирован в 1876 году. Он назван в честь Уили Мартина, одного из первых поселенцев Техаса.

## География
По данным бюро переписи населения США площадь округа Мартин составляет 2371 км², из которых 2369 км² — суша, а 2 км² — водная поверхность (0,09 %).

### Основные шоссе
- Федеральная автострада 20
- Автострада 137
- Автострада 176
- Автострада 349

### Соседние округа
- Досон  (север)
- Хауард  (восток)
- Гласкок  (юго-восток)
- Мидленд  (юг)
- Андрус  (запад)
- Гейнс  (северо-запад)